# Christian 4.s anetavle
Christian 4. deler i sagens natur forfædre med sine søskende:
- Elisabeth (født 1573)
- Anna (født 1574)
- Ulrik (født 1578)
- Augusta (født 1580)
- Hedevig (født 1581)
- Hans (født 1583)

| P                     | I                           | II                                       | III                                                | IV                                                     |
| --------------------- | --------------------------- | ---------------------------------------- | -------------------------------------------------- | ------------------------------------------------------ |
| Proband: Christian 4. | Far: Frederik 2. af Danmark | Farfar: Christian 3. af Danmark          | Farfars far: Frederik 1. af Danmark                | Farfars farfar: Christian 1. af Danmark                |
| Proband: Christian 4. | Far: Frederik 2. af Danmark | Farfar: Christian 3. af Danmark          | Farfars far: Frederik 1. af Danmark                | Farfars farmor: Dorothea af Brandenburg                |
| Proband: Christian 4. | Far: Frederik 2. af Danmark | Farfar: Christian 3. af Danmark          | Farfars mor: Anna af Brandenburg                   | Farfars morfar: Johan Cicero af Brandenburg            |
| Proband: Christian 4. | Far: Frederik 2. af Danmark | Farfar: Christian 3. af Danmark          | Farfars mor: Anna af Brandenburg                   | Farfars mormor: Margrete af Sachsen                    |
| Proband: Christian 4. | Far: Frederik 2. af Danmark | Farmor: Dorothea af Sachsen-Lauenburg    | Farmors far: Magnus 1. af Sachsen-Lauenburg        | Farmors farfar: Johan 5. af Sachsen-Lauenburg          |
| Proband: Christian 4. | Far: Frederik 2. af Danmark | Farmor: Dorothea af Sachsen-Lauenburg    | Farmors far: Magnus 1. af Sachsen-Lauenburg        | Farmors farmor: Dorothea af Brandenburg (1446-1519)    |
| Proband: Christian 4. | Far: Frederik 2. af Danmark | Farmor: Dorothea af Sachsen-Lauenburg    | Farmors mor: Katarina af Braunschweig-Wolfenbüttel | Farmors morfar: Henrik 1. af Braunschweig-Wolfenbüttel |
| Proband: Christian 4. | Far: Frederik 2. af Danmark | Farmor: Dorothea af Sachsen-Lauenburg    | Farmors mor: Katarina af Braunschweig-Wolfenbüttel | Farmors mormor: Katarina af Pommern                    |
| Proband: Christian 4. | Mor: Sophie af Mecklenburg  | Morfar: Ulrik af Mecklenburg-Schwerin    | Morfars far: Albrecht 7. af Mecklenburg-Güstrow    | Morfars farfar: Magnus 2. af Mecklenburg               |
| Proband: Christian 4. | Mor: Sophie af Mecklenburg  | Morfar: Ulrik af Mecklenburg-Schwerin    | Morfars far: Albrecht 7. af Mecklenburg-Güstrow    | Morfars farmor: Sophie af Pommern-Stettin              |
| Proband: Christian 4. | Mor: Sophie af Mecklenburg  | Morfar: Ulrik af Mecklenburg-Schwerin    | Morfars mor: Anna af Brandenburg (1507-1567)       | Morfars morfar: Joachim 1. Nestor af Brandenburg       |
| Proband: Christian 4. | Mor: Sophie af Mecklenburg  | Morfar: Ulrik af Mecklenburg-Schwerin    | Morfars mor: Anna af Brandenburg (1507-1567)       | Morfars mormor: Elisabeth af Danmark (1485-1555)       |
| Proband: Christian 4. | Mor: Sophie af Mecklenburg  | Mormor: Elisabeth af Danmark (1524-1586) | Mormors far: Frederik 1. af Danmark                | Mormors farfar: Christian 1. af Danmark                |
| Proband: Christian 4. | Mor: Sophie af Mecklenburg  | Mormor: Elisabeth af Danmark (1524-1586) | Mormors far: Frederik 1. af Danmark                | Mormors farmor: Dorothea af Brandenburg                |
| Proband: Christian 4. | Mor: Sophie af Mecklenburg  | Mormor: Elisabeth af Danmark (1524-1586) | Mormors mor: Sophie af Pommern                     | Mormors morfar: Bugislav 10. af Pommern                |
| Proband: Christian 4. | Mor: Sophie af Mecklenburg  | Mormor: Elisabeth af Danmark (1524-1586) | Mormors mor: Sophie af Pommern                     | Mormors mormor: Anna af Polen                          |